# NGC 1983
NGC 1983 هي مجرة تتبع كوكبة أبو سيف. اكتشفها جون هيرشل في 11 نوفمبر 1836.

## روابط خارجية
- NGC 1983 على موقع ويكي سكاي: DSS2, SDSS, GALEX, IRAS, Hydrogen α, X-Ray, Astrophoto, Sky Map, Articles and images